# Battaglia di Sacriporto
La battaglia di Sacriporto ebbe luogo nell'aprile dell'82 a.C., durante la Guerra civile romana. La battaglia vide schierati gli Ottimati sotto il comando di Lucio Cornelio Silla contro i Populares comandati da Gaio Mario il Giovane. La battaglia si concluse con una vittoria decisiva degli Ottimati.

## Contesto
Dopo aver firmato il trattato di pace a Dardanos, Silla tornò in Italia con l'intenzione di affrontare i suoi avversari politici, i Populares. Gli Ottimati erano guidati da Gaio Mario il Giovane e da Gneo Papirio Carbone. Silla invase l'Itali nell'83 a.C., mettendo in fuga diversi eserciti di Populares. Arrivato l'inverno, entrambe le parti si accamparono e si prepararono a continuare i combattimenti con l'inizio della primavera.
Secondo i resoconti storici, in una notte di aprile, Silla sognò che Gaio Mario diceva a suo figlio, Gaio Mario il Giovane, che non avrebbe dovuto combattere le forze di Silla il giorno successivo. Incoraggiato da questa premonizione, Silla decise di combattere i Populares e chiamò Gneo Cornelio Dolabella, che era accampato nelle vicinanze, per avere un aiuto in battaglia. L'esercito di Dolabella era però esausto dopo aver marciato sotto un intenso temporale e i tribuni militari avevano ordinato che l'esercito si accampasse. Incoraggiato dalla mancanza di azione del nemico, Gaio Mario decise di attaccare pensando che sarebbe stato in grado di sorprendere gli Ottimati e vincere. Gli uomini di Silla conficcarono i loro pila nel terreno per creare una barricata, e usando le spade attaccarono. Il contrattacco dei Sillani mise i Mariani sulla difensiva, che alla fine iniziarono a vacillare e alla fine furono respinti. Alla fine cinque coorti equitate abbandonarono Silla e l'esercito di Mario si disperse. Mario perse 28 000 uomini in totale mentre Silla affermò di aver perso solo 23 uomini.

## Conseguenze
Le forze sopravvissute, incluso Marius, si rifugiarono a Palestrina per sfuggire ai Sillani. Silla arrivò poco dopo e assediò la città. La città cadde il 4 novembre, resistendo fino a quando tutta l'Italia fu sotto il controllo diretto di Silla.

### Fonti classiche
- Appiano, Le guerre civili.
- Plutarco, Silla.

### Fonti moderne
- Emilio Gabba, Appiani bellorum civile liber primus, La Nuova Italia, 1958.
- Arthur Keaveney, Sulla: The Last Republican, 2nd Revised, Routledge, 2005, ISBN 0203022513.
- Michael Lovano, The Age of Cinna: Crucible of Late Republican Rome, Franz Steiner Veralg, 2002, ISBN 351507948-3.
- Angelo Luttazzi, Sacriporto. Luogo della battaglia combattuta tra Silla ed il figlio di Mario nell’82 a.C., “Studi e Ricerche sull’Ager Signinus”, 3, Colleferro 2004.
- Lynda Telford, Silla: un dittatore riconsiderato. Penna e spada militare, 2014 ISBN 9781783030484 .
- Filippo Matyszak, Cataclisma 90 a.C. Penna e spada militare, 2014 ISBN 9781848847897 .